# Paravojne ustaške postrojbe
Paravojne ustaške postrojbe, poznate i kao „Divlji ustaše” ili „Ustaška milicija”,  bile su samoinicijativno stvorene jedinice u Nezavisnoj Državi Hrvatskoj koje su se nazivale ustaškima, ali koje su bile izuzete od zapovijedanja Glavnog stožera Ustaške vojnice. Navodno su nastale kao odgovor na partizanski i četnički ustanak protiv NDH-a, ali su se u borbi također koristile terorom i najodgovornije su za još veće širenje ustanka. 
Status „divljih ustaša” bio je dobro poznat i kasnijim komunističkim vlastima, kako se može vidjeti u presudi Hasanu Dubici iz Vrpolja, koji je presudom Okružnog suda u Banjoj Luci broj 313/46 od 21. prosinca 1946. god. osuđen na smrt vješanjem, zbog osam ratnih zločina (uhićivanje ljudi, pljačka i palež, pokušaji ubojstva) koje da je počinio 1941. kao „divlji ustaša”, na području sela Kljevci, Pištalice i Peći, te mjesta Vrpolje. O „divljim ustašama” iz 1941. godine govori i kasnija službena jugoslavenska historiografija.
Njemački povjesničar Alexander Korb u svojoj knjizi o ustaškim zločinima iz 2013. god. ocjenjuje da su glavninu ustaških zločina počinili upravo „divlji ustaše”.

## Povijest

### Nastanak
Još od početka postojanja NDH, mnogi ustaše iz emigracije otišli su u svoje krajeve i tamo uz pomoć mjesnih ustaških dužnosnika počeli organizirati naoružane postrojbe istodobno sa stvaranjem Ustaške vojnice i Hrvatskog domobranstva kao regularne vojske NDH. To su zapravo bile naoružane skupine mještana različitih godišta i profila - te su, s obzirom na svoj nevojnički ili poluvojnički karakter, u početku bili poznati kao Ustaška milicija ili Divlji ustaše. Pripadnost tim postrojbama nije se priznavala u redovnu vojničku službu a kako se njihov broj povećavao iz dana u dan, Ministarstvo domobranstva je poduzimalo niz mjera radi njihovog uključivanja u Ustašku vojnicu ili domobranstvo.
Prema nekim povjesničarima, vidovdanski ustanak protiv NDH u Hercegovini od 24. lipnja 1941. god. izazvan je zločinima „divljih ustaša” pod vodstvom ustaša povratnika (iz Italije, gdje su do 1934. godine bili obučavani za vojne akcije protiv Kraljevine Jugoslavije) Mije Babića i Ive Herenčića. Zbog teškog stanja izazvanog ustankom, krajem lipnja 1941. Ante Pavelić šalje u Hercegovinu generale Vladimira Laxu i Ivana Prpića s ovlaštenjem gušenja ustanka i uvođenja reda, uključujući i discipliniranje „divljih ustaša”. General Laxa u svom izvješću Ministarstvu domobranstva 5. srpnja 1941. opisuje da su nakon početnih četničkih zločina uslijedile iznimno krvave represalije samoorganiziranih „ustaša”, koji su svojim zločinima prisilili na bijeg u brda pretežiti dio srpskog stanovništva na prostoru Gacko-Avtovac-Bileća-Nevesinje. Postupci „divljih ustaša” ostavili su težak dojam na domobrane koje je predvodio general Laxa pa je prijetio sukob s „divljim ustašama” - koji su se doista i razbježali nakon dolaska regularne vojske NDH. Fra Tugomir Soldo, koji je djelovao na području Čapljine 1941., ocjenjuje (u tekstu napisanom u Italiji 1950.-ih godina) da su zločini „divljih ustaša” bili glavni razlog što je tamošnje hrvatsko stanovništvo potom sve do kapitulacije Italije 1943. bilo ostavljeno vlasti nenaklonjenih Talijana i teroru četnika koji su s Talijanima surađivali.

### Širenje
Broj „divljih ustaša” povećavao se dnevno, a najviše u lipnju, srpnju i kolovozu 1941. godine. Tada ih, procjenjuje se, bilo između 25 i 30 tisuća - mnogo više od regularnih ustaških postrojbi koje su u to vrijeme jedva dostizale oko 4500 pripadnika. Međutim, središnja vlast NDH mogla se osloniti na regularno organizirano Domobranstvo koje je tijekom 1941. god postupno raslo od 16 000 pripadnika sredinom godine na 55 000 pripadnika na samom kraju te godine; te na Oružništvo, koje je bilo u velikom dijelu sastavljeno od kadra žandarmerije Banovine Hrvatske. 
Djelatnost „divljih ustaša” proširila po cijelom teritoriju NDH, ponajviše u područjima s miješanim pučanstvom (Srbi i Hrvati ili Muslimani i Srbi). Stvarali su probleme i za civilnu i za vojnu vlast NDH.
Slavko Kvaternik je o „divljim ustašama” rekao:[nedostaje izvor]
- da se regrutiraju iz svih slojeva pučanstva, seljaka, radnika, učitelja, privatnih i državnih službenika, obrtnika, trgovaca itd.;
- da je među njima gotovo polovica takvih koje je proganjala i mučila stara jugoslavenska policija, te da su prožeti mržnjom i osvetom na Srbe;
- ostali da su špekulanti, koji su otišli u redove "divljih ustaša" da izbjegnu poziv na oružane vježbe (tj. novačenje u Domobranstvo), besposličari i ljudi kojima "smrdi" posao, a rado dobro žive;
- ovaj sastav "divljih ustaša" pokazuje jasno njihovo mentalno raspoloženje, te što može biti njihov cilj i djelovanje: ništa drugo nego izgredi, osvete i pljačke.

Kvaternik također kaže da su postrojbe „divljih ustaša” nastajale istodobno s nastankom i širenjem četničkih postrojbi na prostoru NDH. "Zanimljiv je zaključak, da su "divlji ustaše" nastali u onim krajevima u kojima su od prije postojali četnici. Obje organizacije, četnička i divljeustaška, razvijale su se usporedno, čak su se razvijale istodobno i brojevno."[nedostaje izvor]
Slavko Kvaternik u svojoj zapovijedi za Savsko divizijsko područje od 10. rujna 1941. godine ide korak dalje: on izričito zapovijeda da se s „divljim ustašama” oštro obračuna, jer da "to nisu ustaše, nego pljačkaši i ubojice ... ista su vrst ljudi kao i četnici i ne zaslužuju drugu sudbinu kao i oni, t.j. da se stave pred prieki sud".
Nakon talijanske tzv. reokupacije tzv. II. zone (od linije Karlovac-Mostar prema Jadranu) neki divlji ustaše prešli iz Hercegovine u Bosnu, nastavivši ondje s terorom - te potom general domobranstva Vladimir Laxa traži 11. rujna 1941. god. da se ti divlji ustaše uklone iz Bosne, kako i ondje ne ponovili događaji kakvi su pridonijeli da se dogodi Ustanak u Hercegovini 1941.

### Službena zabrana
Odredbom Ante Pavelića od 21. kolovoza 1941. da ustašku odoru imaju pravo nositi pripadnici Poglavnikove tjelesne bojne, Ustaške vojnice, 13. jurišne satnije sveučilištaraca, Ustaške nadzorne službe i djelatnici u službi u ustaškom pokretu, počinje likvidacija postrojbi „divljih ustaša” i uključivanje njihovih pripadnika u regularne postrojbe Ustaške vojnice.
Ustaško vodstvo pobrinulo se da obračun s najnepokornijim dijelom divljih ustaša bude javno deklariran, te (npr.) u rujnu 1941. god. Ministarstvo unutarnjih poslova izdaje obavijest za tisak o izvršenju smrtne kazne strijeljanjem nad Smajilom Jusićem i Ivanom Gržanićem koji su „samovoljno ubijali grčko-istočnjake te iste pljačkali. Gore navedeni predani su Pokretnom prijekom sudu u Zagrebu koji ih je nakon provedene rasprave osudio dana 20. rujna 1941. na smrt. Osuda nad istima izvršena je strijeljanjem dana 21. rujna 1941.”
Komunisti, koji su nakon nakon napada Njemačke na Sovjetski savez 22. lipnja 1941. god. s dosta uspjeha nastojali staviti na čelo ustanka Srba protiv NDH i pretvoriti antiustaške gerilce u antifašističke partizane, ocjenjuju u primjerice okružnici Okružni komitet KPH Karlovac partijskim organizacijama 18. kolovoza 1941. god. učinke ustaškog terora i postupanje vlasti NDH ovako: "U vojsci se sve više zaoštravaju odnosi prema ustašama i ovom krvoproliću. Frankovačka banda nema tu sigurnog oslonca. A sami ustaše su neznatni i suviše preslabi za borbu protiv naroda. Okupatorske vlasti - Talijani - drže se više manje po strani u ovoj borbi. ...To mnogo srdi i zabrinjava frankovačku bandu, a čini ju i nesigurnom. Zato se ljuti na Talijane i upućuje sve nade na njemački fašizam. Osim toga ponestalo je oružja i municije. Bombi nemaju, a oružja ograničeno.  Municije ne mogu dobiti, a niti praviti. Situacija je po svemu za frankovačku gospodu postala gotovo očajna. Zato su pribjegli manevrima ne bi li našli još tu kakvog izlaza. Raspustili su sve logornike i dužnosnike koji su previše zakrvavili i pretvorili se u obične pljačkaše. Ali je sve prekasno." (op.: u okružnici se za ustaše koristi naziv "Frankovci"). 
Vodstvo ustaškog pokreta nastojalo se kasnije ograditi od zločina koji su „divlji ustaše” bili počinili u vremenu uspostave NDH, ističući kao djelomični izgovor za očigledne njihove zločine to da su oni reakcije na teror prema Hrvatima kojega su Srbi provodili između dva svjetska rata - Jozo Tomasevich iznosi da su tada Hrvati doista bili izloženi široko rasprostranjenoj diskriminaciji, a mnogi i državnom teroru, te „protuhrvatska politika jugoslavenske vlade u međuratnom razdoblju, osobito atentat u Skupštini u lipnju 1928. od strane zastupnika glavne srpske političke stranke, temeljni su uzrok nastanka, jačanja i prirode hrvatskih nacionalističkih snaga, koje su kulminirale u ustaškom pokretu i njegovoj antisrpskoj politici u Drugom svjetskom ratu” - te u razdoblju raspada Kraljevine Jugoslavije. Nakon što je u kolovozu i rujnu 1941. godine izdavao neke naredbe kojima je zabranio djelovanje „divljih” ustaških postrojbi,  U govoru pred Saborom 28. veljače 1942., Ante Pavelić priznao je da je izvjestan broj „najgorih kriminalaca" obukao „časne (ustaške) uniforme i u njima, te u ime Ustaškog pokreta počinio najveće nezakonitosti i zlodjela". Tomasevich ipak tvrdi da su nastanak postrojbi divljih ustaša i njihov teror bili u toj mjeri povezani s nezakonitim ponašanjem pripadnika vrha ustaškog pokreta, da se može reći da je doista glavna odgovornost za zločine divljih ustaša bila na samoj ustaškoj vrhuški.

### Seoske straže
Zabranom s kraja 1941. god. postrojbe „divljih ustaša” nisu posve iskorijenjene. Kako je rastao broj četnika i partizana tijekom 1942. i 1943., tako su ustrojavale tzv. „seoske straže”, što je u osnovi bio nastavak postojanja „divljih ustaša”. Broj pripadnika takvih lokalnih postrojbi bio je u nekim razdobljima znatan, čak i veći nego onaj u regularnim ustaškim postrojbama.[nedostaje izvor]
Iako se te postrojbe nisu ubrajale u redovnu vojsku, bile su u skladu s politikom nekih ustaških krugova. Zapovjednik im je bio pukovnik Tomislav Rolf.